# Партизанський полк Каяані
Партизанський полк Каяані (фін. Kajaanin sissirykmentti) — військовий підрозділ, який брав участь у фінляндській громадянській війні 1918 року. Був сформований у Каяані, діяв в Оулу та Північному Саво. Полк брав участь у великих боях і білому терорі. Головним командиром формування був Елія Ригтніємі, одним з бійців — майбутній президент Фінляндії Урго Кекконен.

## Білі Каяані

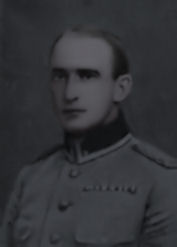
Лейтенант Елія Ригтніємі — один з лідерів партизанів Каяані

З осені 1917 року в Каяані загострилося протиборство між соціалістичною Червоною гвардією та консервативно-націоналістичним Охоронним корпусом (Шуцкор). Наприкінці січня 1918 стало очевидним назріваюче в Гельсінкі захоплення влади пробільшовистським урядом. Консервативні активісти в Каяані вирішили діяти на випередження.
24 січня 1918 відбулося зібрання місцевих бійців Шуцкору. Було прийнято рішення сформувати білий партизанський полк для збройної боротьби проти червоних. Начальником штабу став поштмайстер Теодор Стрьомберг. До штабу також увійшли підприємець Еліас Вяюрюнен, банківський службовець Альбінус Хяюрінен, лісник Юрьйо Танхуа, технік Лаурі Поккі, студент Ейно Льонбум, семінарист Каарло Пеюрю, школярі Пою Странд й Антті Хурсканен. Оперативне командування очолили офіцери-єгері Елія Ригтніємі та Йохан Беньямін Яухіайнен. Командирами рот були Вільє Хювярінен, Ееліс Антікайнен, Оскарі Ренкя.

## Участь у війні
28 січня білі партизани роззброїли російських військовослужбовців, 1 лютого — червоногвардійців. 5 лютого вони атакували Куопіо. Після взяття Оулу білими 3 лютого загін отримав від командування Шуцкору кілька сотень гвинтівок і боєзапас для кулеметів.
За кілька тижнів партизанських боїв, 21 березня (за іншими даними — уже в квітні), Партизанський полк Каяані був перетворений на 1-й батальйон полку Північного Саво та включений до військової групи білих Саво. Командування було доручено лейтенантові Е. Ригтніємі. Загальна чисельність формування сягала 582 осіб. Загін брав участь у великих бойовищах громадянської війни — взятті Куопіо, Ійсалмі, Виборга.
Щодо участі партизанів у битві за Виборг побутують різні погляди: за деякими даними, вони залучалися не до боїв за місто, а до «попередніх зачисток». Партизани активно проводили білий терор, розправляючися з полоненими червоногвардійцями (осболиво в Ямсі), росіянами та поляками, зокрема випадковими людьми (особливо після взяття Виборга).

## Відомі партизани
Після перемоги білих у громадянській війні Елія Ригтніємі брав участь у Естонській визвольній війні у складі добровольчого формування Pohjan Pojat. У період з 6 серпня по 8 жовтня 1919 року очолював збройні сили Республіки Північної Інгрії, згодом командував дивізією фінської армії. Він відіграв значну роль у придушенні антиурядового захолоту в Мянтсяля 1932 року, запропонувавши повстанцям прийнятні умови поразки. Йохан Яухіайнен продовжував військову службу, брав участь у радянсько-фінських війнах 1940-х років.
Одним з бійців Партизанського полку Каяані був 17-річний Урго Кекконен — президент Фінляндії впродовж 1956—1981. Ця частина його біографії відображена в мемуарах. Він одержав заохочення від білого командування за добре несення служби. Цікаво, що активний «білий фін» Кекконен на президентській посаді проводив політику зближення з СРСР.